# Osento
Az Osento egy dél-olaszországi folyó. A Tornareccio település melletti Monte Pallano lejtőin ered, áthalad Abruzzo régión és Casalbordino és Torino di Sangro települések között az Adriai-tengerbe ömlik. Vízhozama a csapadékmennyiség változásaitól függ. Ritka szalamandra-fajok népesítik be hegyvidéki szakaszát.